# Dinbych-y-pysgod
Dinbych-y-pysgod (en anglès: Tenby) és una població turística en la costa del comtat gal·lès de Sir Benfro.
El nom gal·lès de la població està format per les paraules dinbych, 'petita fortalesa', i psygod, 'peixos', resultant en una mena d'El Dinbych dels Peixos (o de Mar) que la diferenciava de la molt més important Dinbych, capital de la comarca del mateix nom.

## Atractius turístics
Situada en la badia de Caerfyrddin, la vila és una destinació turística popular. Els seus atractius són els quatre quilòmetres de platges, les muralles de la ciutat, fetes del segle xiii, incloent-hi el portal dels Cinc Arcs, l'església de Santa Maria, del segle xv, la Tudor Merchant's House -actualment propietat del National Trust-, un museu i galeria d'art, i el camí Coster, part de l'únic Parc natural britànic que està situat a la costa. Un servei de bots permet accedir a la monàstica illa de Bŷr (Caldey Island en anglès), mentre que la petita illa de Santa Caterina resta unida a la ciutat en marea baixa i hom pot accedir-hi a peu. Moltes de les botigues i establiments de restauració s'adrecen especialment als turistes, i l'oferta hotelera de la població és àmplia. Una rica oferta nocturna, amb més de 20 pubs i bars, acaba d'arrodonir el perfil de Dinbych-y-pysgod com a vila d'estiueig.

## Història
La població s'originà possiblement en un post viking, i anà creixent com a port al redós del castell, ara en ruïnes. El primer comte de Pembroke, William de Valence, construí la muralla de la ciutat en el segle xiii. Més endavant, en l'edat Mitjana, la importància de Dinbych-y-pysgod cresqué a mesura que ho feia la fama del seu port com una zona arrecerada. En aquest, el 1566, mariners portuguesos hi descarregaren les primeres taronges que mai s'haguessin vist a Gal·les.
En les èpoques georgiana i victoriana, la ciutat tingué anomenada com a balneari i centre per a estudis botànics i geològics. Gran part de la vila fou adaptada per a passejades terapèutiques a prop del mar, i això ha facilitat que, en el present, moltes de les seves platges siguin accessibles per a disminuïts físics gràcies a les passeres que permetien que les dides victorianes portessin els cotxets de nens fins a la sorra.

## Residents famosos
- Robert Recorde, 1510-1558, erudit elisabetià, inventor del signe igual (=) en la notació matemàtica
- Augustus John, 1878-1961, pintor
- Gwen John, 1876-1939, pintora i germana gran d'Augustus John
- Kenneth Griffith, 1921-2006, actor i director de documentals
- Charles Dale, 1963, actor